# Atsrisjevi
Atsrisjevi (en georgiano: აწრისხევი) o Atsirsjeu (en osetio: Ацъырсхеу) es una aldea que pertenece a la parcialmente reconocida República de Osetia del Sur, parte del distrito de Tsjinval, aunque de iure pertenece al municipio de Eredvi de la región de Iberia Interior de Georgia.

## Toponimia
El asentamiento también se conoce con otros nombres como Atserisjevi (en georgiano: აწერისხევი).

## Geografía
Atsrisjevi se encuentra a orillas del río Gran Liajvi, a 18 kilómetros de Tsjinvali. La aldea se administra desde el pueblo de Beloti.  

## Historia
Según Vajushti de Kartli, Atseri Jevi fue el centro y principal bastión del valle superior de Liajvi desde la antigüedad; aquí vivían unos trescientos habitantes y decenas de apellidos. En el siglo XIV, el rey Vajtang III de Georgia trató aquí sin piedad al duque de Ksani, Shalva Kvenipneveli. En el siglo XVIII, los duques de Ksani construyeron aquí una fortaleza, que se convirtió en uno de los bastiones de la lucha contra los qizilbash y desempeñó un papel importante en la defensa de Kartli. Atsriskevi, así como todo el valle, perteneció a los duques de Ksani hasta la década de 1880. En 1777, debido a la desobediencia de los duques, el valle pasó temporalmente a manos del príncipe Iulon de Georgia.
Debido a las difíciles condiciones de vida y a la expansión de la etnia osetia, la aldea fue perdiendo gradualmente su población. Tras la guerra de Osetia del Sur de 1991-1992, los georgianos lograron controlar el pueblo y desde 2006, forma parte del municipio de Eredvi en la legislación georgiana. En la guerra ruso-georgiana de 2008, las tropas osetias atacaron y ocuparon la aldea el 9 de agosto, pasando a estar bajo el control de la República de Osetia del Sur. Los lugareños fueron intimidados y perseguidos, provocando que se vaciara el asentamiento.

## Demografía
La evolución demográfica de Atsrisjevi entre 1908 y 2002 fue la siguiente:
| 101                                                      | 299 | 165 | 205 | 188 | 179 | 167 | 43 | 18 |
| (Fuente: Population of South Ossetia since Soviet times) |     |     |     |     |     |     |    |    |

Según el censo soviético de 1959, la mayoría de la población local eran osetios. En los distintos censos, la composición étnica del pueblo era la siguiente:
|              | 1916      | 1916       | 1989      | 1989       | 2002      | 2002       |
| Grupo étnico | Población | Porcentaje | Población | Porcentaje | Población | Porcentaje |
| ------------ | --------- | ---------- | --------- | ---------- | --------- | ---------- |
| Georgianos   | 299       | 100%       | 26        | 60%        | 7         | 39%        |
| Osetios      | 0         | 0%         | 17        | 40%        | 11        | 61%        |
| Total        | 299       | 100%       | 43        | 100%       | 18        | 100%       |

## Infraestructura

### Arquitectura, monumentos y lugares de interés
Entre los monumentos arquitectónicos destacan la iglesia de María (templo de una sola nave construido entre los siglos IX y X), la iglesia de la Virgen María (constuida en 1899), la fortaleza de Atsrisjevi (siglos XVII y XVIII) y la torre de Atsrisjevi.